# Framed - La trappola
(Tagline del film.)
Framed - La trappola (Framed) è un film per la televisione del 2002, diretto da Daniel Petrie Jr. e interpretato da Rob Lowe e Sam Neil.
Il film è un rifacimento dell'omonima serie TV del 1992 con Timothy Dalton.

## Trama
Durante una vacanza con la sua famiglia, il detective Mike Santini, incontra Eddie Meyers, un latitante che potrebbe essere coinvolto in un caso di riciclaggio di denaro sporco.

## Distribuzione
Il film è stato distribuito negli Stati Uniti il 12 febbraio 2002, in Italia l'8 febbraio 2004, in Svezia il 30 dicembre 2006, in Ungheria il 7 aprile 2007 e il 30 agosto 2007 in Finlandia. In Norvegia il film è uscito direttamente in DVD il 29 ottobre 2003.